# Kościół Imienia Najświętszej Maryi Panny w Cieszynie
Kościół Imienia Najświętszej Maryi Panny – rzymskokatolicki kościół parafialny należący do dekanatu Cieszyn diecezji bielsko-żywieckiej. Znajduje się w cieszyńskiej dzielnicy Bobrek.
Fundamenty pod budowę świątyni zostały położone jesienią 1908 roku według planów pana Czempiela. Całością prac budowlanych kierował pan Tomiczek. Do dnia 5 maja 1909 roku zostały wymurowane ściany, natomiast dwa tygodnie później został położony dach. Przy budowie świątyni zaangażowanych było wielu mężczyzn, tak że w 1910 roku kościół był już ukończony. Ołtarz został przekazany przez siostry elżbietanki, natomiast w prezbiterium został umieszczony obraz Matki Boskiej Częstochowskiej, przeniesiony z kapliczki. W dniu 8 maja 1910 roku radca biskupi, ksiądz proboszcz Jan Sikora uroczyście poświęcił świątynię. Od 25 grudnia 1958 roku świątynia została ustanowiona kościołem parafialnym. W 1968 roku w świątyni został ustawiony nowy ołtarz wykonany przez pana Alojzego Cinala, zamontowano nowe tabernakulum, ambonę i chrzcielnicę. W 1970 roku pan Jan Oleś zamontował w świątyni ogrzewanie ropne, które było używane do 1990 roku. W 1991 roku zostało zamontowane centralne ogrzewanie na gaz według projektu panów Surzyckiego i Szafarczyka.